# Karin Metze
Karin Metze (n. 21 august 1956, Meißen, Saxonia, Germania) este o canotoare ce a reprezentat Republica Democrată Germană, medaliată olimpică. A participat la 2 ediții ale Jocurilor Olimpice (1976, 1980) în care a câștigat două medalii de aur.